# Forever Autumn
Forever Autumn – czwarty album studyjny grupy Lake of Tears wydany w 1999 roku.

## Lista utworów
1. So Fell Autumn Rain – 5:22
2. Hold on Tight – 4:06
3. Forever Autumn – 5:56
4. Pagan Wish – 4:23
5. Otherwheres – 3:55
6. The Homecoming – 5:16
7. Come Night I Reign – 3:51
8. Demon You / Lily Anne – 4:21
9. To Blossom Blue – 8:15